# ドロシア・ラング

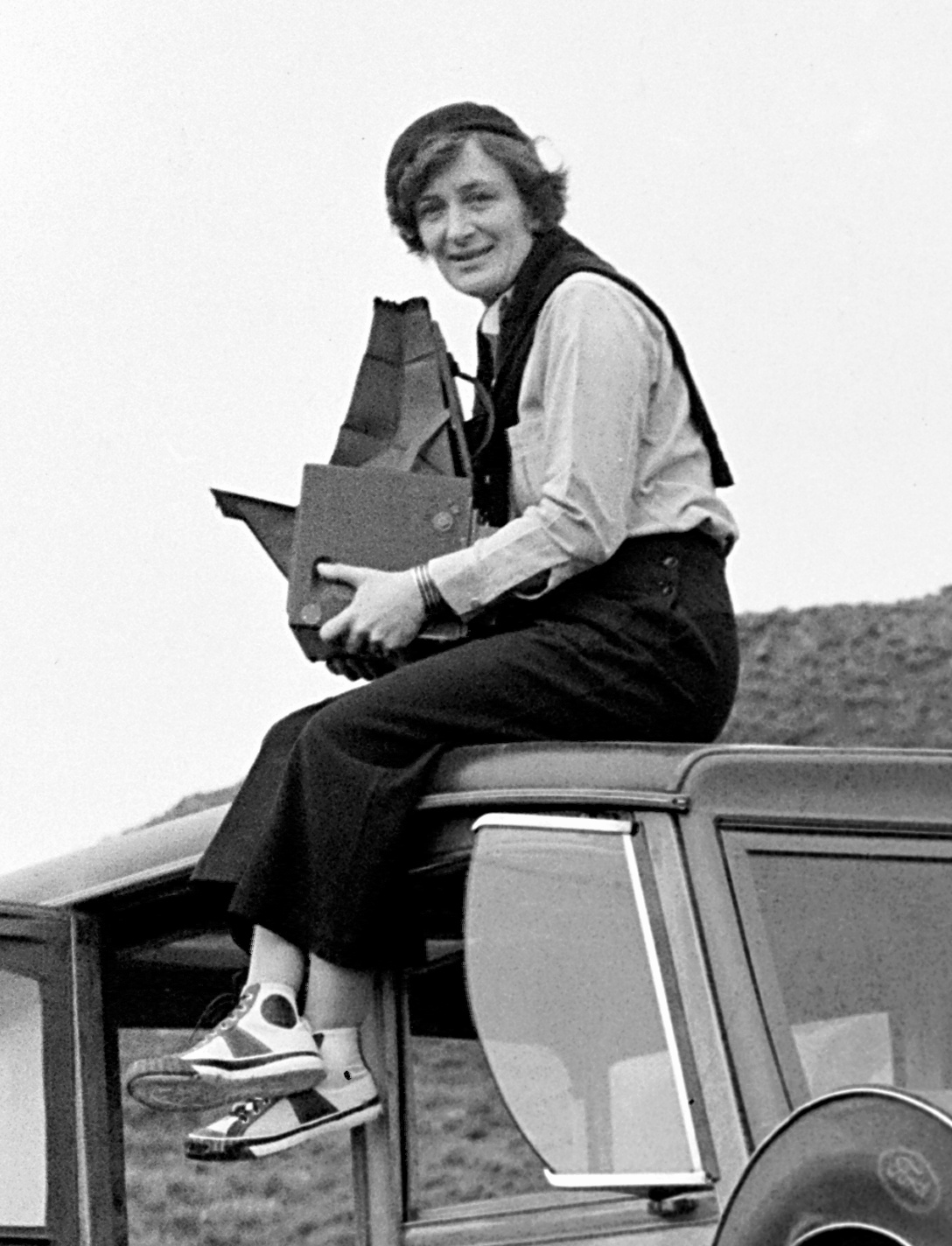
フォード「モデルB」の車上にて（1936年）

ドロシア・ラング（Dorothea Lange, 1895年5月26日 - 1965年10月11日）は、アメリカ合衆国の写真家・報道写真家。大恐慌時代の作品で知られる。ドキュメント写真の発展に大きな影響を与えた。

## 経歴
彼女はドイツ系移民の2世としてニュージャージー州ホーボーケンで生まれた。1902年にポリオを発症し、当時まだ治療法が発見されていなかったため、衰弱し右足の機能を失った。治療はしたものの常に足を引きずることになり、障害こそが自分の個性を形作る重要なものと考えるようになった。
ニューヨークで写真を学び、学びながらフォトスタジオで見習いとして働いた。1918年にサンフランシスコに移り、そこで肖像写真のスタジオを開いた。メイナード・ディクソンと結婚し、1925年にダニエル、1928年にジョンを出産した。その後世界恐慌の進展に伴って屋外での撮影を開始した。
彼女は失業やホームレス問題についての研究を行い、それが地元の写真家の注目を集め、農業安定局 (FSA) のFSAプロジェクトに参加することになった。
1935年にメイナードと離婚し、農業経済学者でカリフォルニア大学バークレー校経済学部教授のポール・シュスター・テイラーと再婚した。彼はドロシアと共に社会・政治問題の研究を行った。5年間、ポールが聞き込みと経済統計を行い、ドロシアが写真を撮るというかたちで地方の貧困や寄生地主制の搾取、そして出稼ぎ労働者についての調査を行った。
1935年から1939年にかけて彼女の活動は小作人や農家、出稼ぎ労働者の苦境を世間に知らせることになった。そして彼女の身を切るような写真は一躍この時代を表す象徴となった。

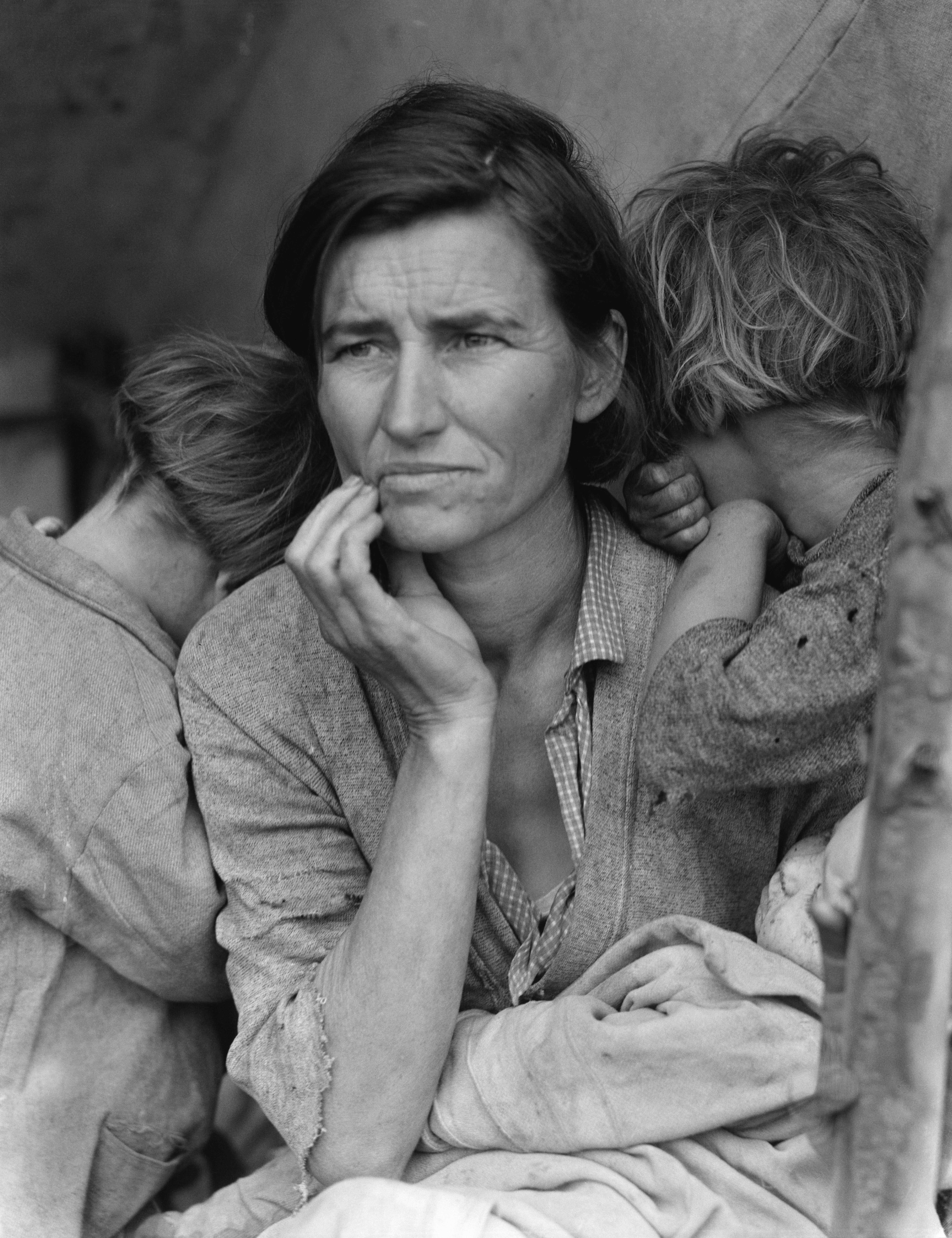
1936年、カリフォルニアで撮影した"Migrant Mother"の一枚。

1960年にこの時期の写真"Migrant Mother（移民の母）"について以下のように語っている。
「私は飢えて絶望的な母親にまるで磁石のように引き寄せられました。私はカメラを彼女に向けてなんと説明したか覚えていませんが、彼女が私に何の質問もしなかったことは覚えています。5枚の写真を近づきながら撮りました。私は彼女に名前や境遇を尋ねませんでしたが、彼女は自分が32歳だと教えてくれました。また、彼女は周りの畑の凍った野菜と子供たちが捕まえてくる鳥をよりどころに生活していて、食べ物を買うために車のタイヤを今売って来た所だと語ってくれました。すると彼女はテントに子供たちを抱えて座り、私の写真が助けになることを知っているように見えました。それは彼女だけでなく私も助けることになったのです。」
その後、「移民の母」はチェロキーのフローレンス・オーウェン・トンプソンであることが1970年代後半になって判明した。彼女は1983年に死去した。

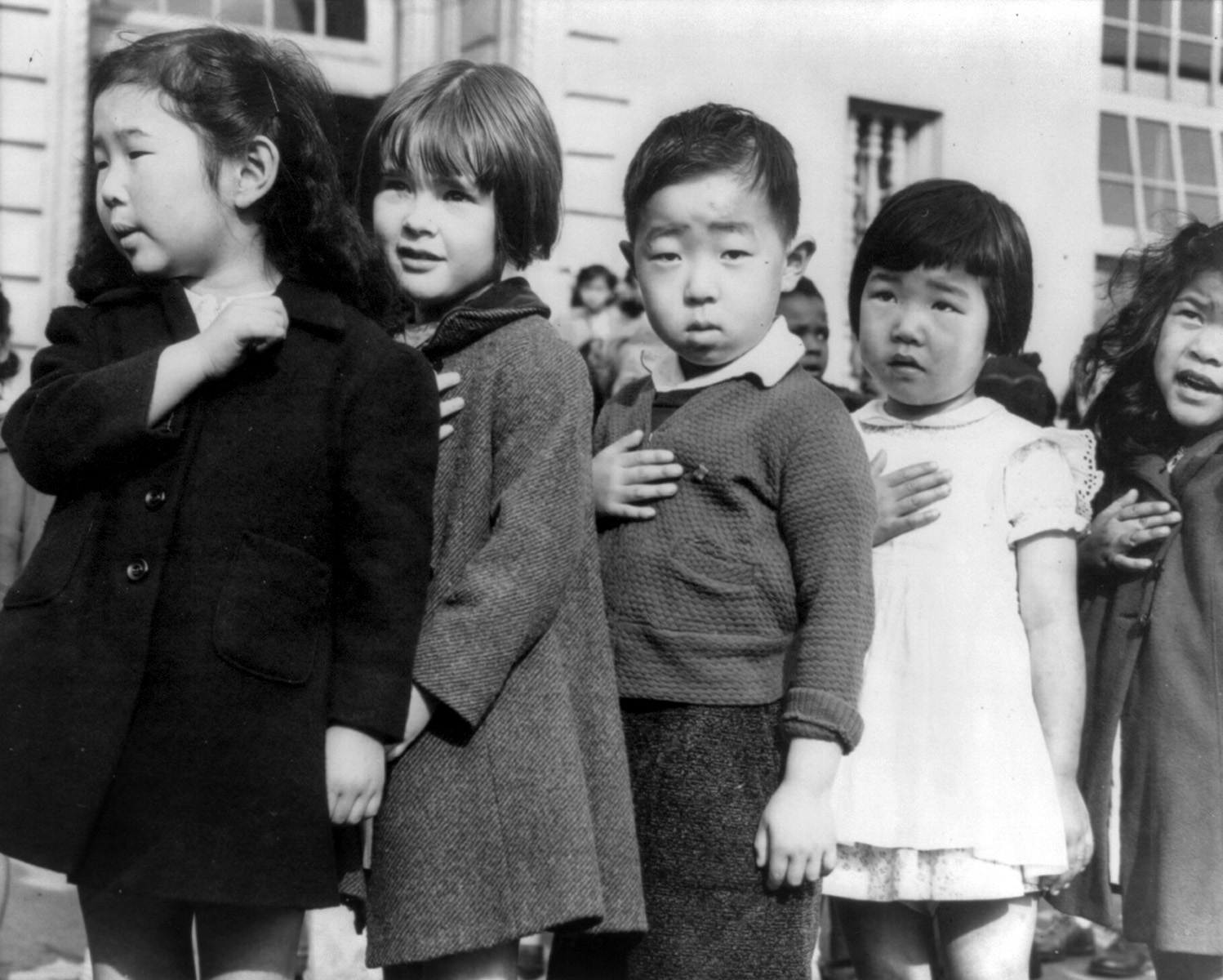
アメリカ国旗に対して忠誠を誓う日系人の子どもたち。1942年撮影。

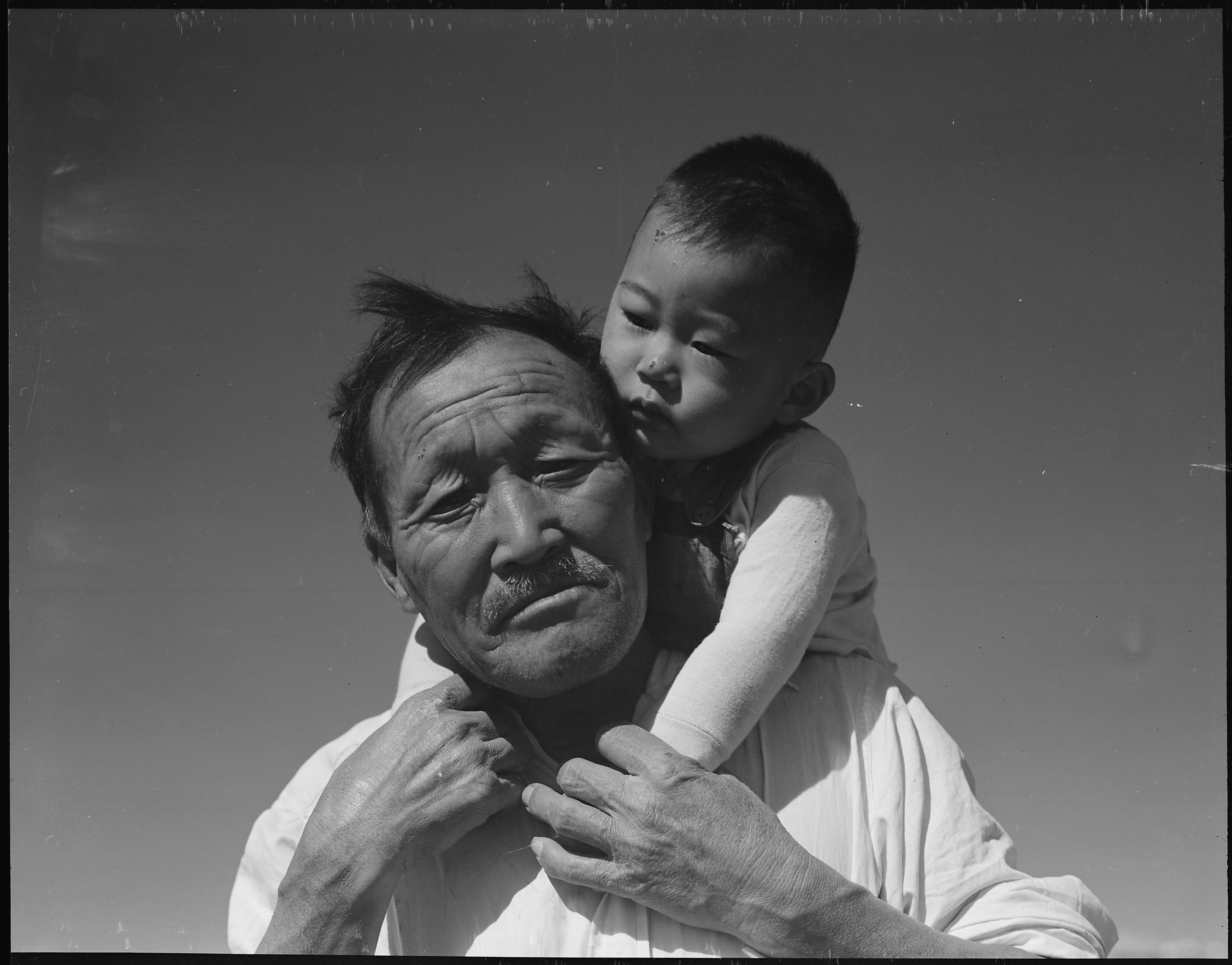
1942年7月2日。マンザナー強制収容所において撮影。日系人の祖父と孫

1941年には、素晴らしい写真が讃えられてグッゲンハイム奨学金を得たが、真珠湾攻撃の後日系アメリカ人の強制収容を記録するため奨学金を辞退した。強制収容所に移送される日系アメリカ人を取材した。彼女が撮影した日系アメリカ人女児の写真は、何の犯罪を犯していなくても拘留することが出来るというこの政策を思い出させるものになった。
彼女の写真は明らかに批判的だったので軍によって没収された。現在彼女の約800枚の没収された写真は、アメリカ議会図書館で閲覧することができ、写真部門のウェブサイトでも閲覧可能である。またカリフォルニア大学バークレー校のバンクロフト図書館にも複製が所蔵されている。
1952年に有名な写真雑誌Apertureの創刊者のひとりとなった。
晩年の20年は健康が優れず、潰瘍やポリオの後遺症に苦しんだ。1965年10月11日に70歳で他界した。
二番目の夫であるポールと生涯連れ添い、2人の子供と4人の継子、そして数多くの孫やひ孫を得た。